# Torrile
Torrile (emilián nyelven Torìl) település Olaszországban, Emilia-Romagna régióban, Parma megyében. Lakosainak száma 7744 fő (2023. január 1.). Torrile Colorno, Sorbolo Mezzani, Parma és Sissa Trecasali községekkel határos.

## Népesség
A település lakossága az elmúlt években az alábbi módon változott:
| Lakosok száma | 7772 | 7774 | 7744 |
|               | 2017 | 2018 | 2023 |